# Stowarzyszenie Muzyki Country
Stowarzyszenie Muzyki Country (SMC) – Country Music Association of Poland, zrzeszenie sympatyków muzyki country: artystów, twórców, dziennikarzy i słuchaczy, utworzone 4 grudnia 1981 z inicjatywy Korneliusza Pacudy.

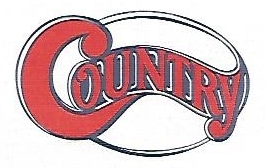
Logo Stowarzyszenia Muzyki Country

Organizację zarejestrowano pod nazwą: Stowarzyszenie Muzyki Ludowej „Country” (SMLC). Popularyzowała muzykę country poprzez spotkania klubowe, publikowanie informacji, organizowanie konkursów, przesłuchań muzycznych, wystaw, festiwali, koncertów i innych imprez związanych z muzyką country, przeglądów filmowych, współpracę z zainteresowanymi ww. działalnością instytucjami państwowymi oraz organizacjami społecznymi oraz powoływanie kół terenowych, komisji, zespołów i innych niezbędnych organizacyjnych form działania.

## Założyciele, stan wojenny
Projekt statutu został opracowany przez m.in. Jacka Skubikowskiego, prawnika z wykształcenia. Oficjalnie statut zatwierdzono 4 grudnia 1981, w związku z czym Stowarzyszenie nie zdążyło znaleźć się na sporządzonej wcześniej liście dołączonej do Zarządzenia nr 51 premiera z 13 grudnia 1981 w sprawie zawieszenia działalności związków zawodowych i niektórych organizacji społecznych na czas obowiązywania stanu wojennego. Dlatego, jako jedyne, mogło funkcjonować legalnie podczas stanu wojennego. Do rejestru stowarzyszeń wpisano je 4 stycznia 1982. Nazwa, na Stowarzyszenie Muzyki Country (SMC), została zmieniona 3 lutego 2002.
Tuż przed stanem wojennym, 10 grudnia 1981, wybrano władze Stowarzyszenia. Zarząd główny: prezes – Korneliusz Pacuda; wiceprezesi – Urszula Sipińska, Michał Morawski, sekretarz generalny – Jacek Skubikowski; skarbnik – Waldemar A. Sniedź. Komisja rewizyjna: przewodniczący – Piotr Zeydler-Zborowski; członkowie – Zbigniew Proszowski, Jerzy Konrad. Sąd koleżeński: przewodniczący – Wojciech Trzciński; sekretarz – Michał „Lonstar” Łuszczyński; członkowie – Tadeusz Hubicz, Marek W. Dutkiewicz, Marek Śnieć, Szczepan Nowak, Grzegorz Żyburtowicz.

## Władze stowarzyszenia
Stanowisko prezesa piastowali kolejno: Korneliusz Pacuda, Janusz W. Podoski, Jerzy Głuszyk, Michał „Lonstar” Łuszczyński, ponownie Korneliusz Pacuda, Halina Romaniszyn, Andrzej Boguta. Ciałem doradczym zarządu była Rada Honorowa. Prezesem honorowym został Korneliusz Pacuda. 
W składzie władz w różnych kadencjach, oprócz sympatyków znalazły się osoby znane ze świata rozrywki i mediów, pełniąc funkcje organizatorskie, publicystyczne i redakcyjne.
W zarządzie głównym: Urszula Sipińska, Michał Morawski, Jacek Skubikowski, Waldemar A. Sniedź, Jerzy Głuszyk, Ewa Dąbrowska, Halina Romaniszyn, Kazimierz Janczyk, Janusz W. Podoski, Halina (Helena) Gąsiorowska, Piotr Bułas, Marek Januszek, Andrzej Boguta, Antoni Kreis, Wojciech Cejrowski, Mariusz Kalaga, Roman Sonnenberg.
W komisji rewizyjnej: Piotr Zeydler-Zborowski, Zbigniew Proszowski, Jerzy Konrad, Marek Łubiarz, Ewa Roswadowska, Halina (Helena) Gąsiorowska.
W sądzie koleżeńskim: Wojciech Trzciński, Michał „Lonstar” Łuszczyński, Marek W. Dutkiewicz, Marek Śnieć, Grzegorz Żyburtowicz, Korneliusz Pacuda, Ryszard „Medman” Kijak, Janusz W. Podoski, Waldemar A. Śniedź, Daniel Pach.
Siedziba mieściła się w Warszawie pod adresem Dzielnicowego Domu Kultury Ochoty ul. Reja 9, Ośrodka Kultury Ochoty ul. Grójecka 75, później ul. Próżna 8a, Aleje Jerozolimskie 85/2, a następnie w Gliwicach. Ośrodkiem integrującym środowisko fanów muzyki country i artystów z całej Polski, stał się klub Oczko Tadeusza Chlabicza w podziemiach Ośrodka Kultury Ochoty.

## MFMC „Piknik Country” w Mrągowie
Już w pierwszym roku działania, SMLC zapoczątkowało imprezę, która systematycznie powtarza się co roku od ponad 40 lat. Jest to Festiwal Muzyki Country „Piknik Country”, przekształcony w Międzynarodowy Festiwal Muzyki Country „Piknik Country”, a później w: Międzynarodowy Festiwal Piknik Country & Folk (MFPC&F).
Inauguracyjny Piknik Country odbył się 23-26 września 1982 w Jeleniej Górze i Karpaczu. Od 1983 wszystkie następne organizowano w Mrągowie (dla wyrównania faktycznej kolejności po uwzględnieniu pierwszego Pikniku Country z Jeleniej Góry i Karpacza, w kolejnej numeracji festiwali mrągowskich pominięta została „trzynastka”: po 12. Pikniku nastąpił 14.). W roku 2024 odbył się Piknik nr 43. Głównym organizatorem mrągowskiego festiwalu przez ponad 20 lat było SMLC/SMC. Następnie organizację przejęły: Agencja Artystyczna Pro Country, Ośrodek Kultury Ochoty w Warszawie, a w końcu podmioty typowo komercyjne, jak Performance Marketing Group, Stars of Poland, Ameno Event. Rola SMC została stopniowo zredukowana, przy czym, zawsze współorganizatorem był burmistrz/burmistrzyni miasta Mrągowa. Najczęściej koncerty prowadzili Korneliusz Pacuda i Wojciech Mann. Biurem Prasowym i Promocji kierowała rzeczniczka Festiwalu Ewa Dąbrowska-Szulc.
W Mrągowie gościli artyści z Finlandii, Niemiec, Wielkiej Brytanii, Austrii, Czech, Słowacji, Węgier, Litwy, Łotwy, Estonii, Bułgarii, Rosji, Szwecji, Australii, a ze Stanów Zjednoczonych: George Sandifeer, Rattlesnake Annie, George Hamilton IV, Bobby Bare, Johnny Rodriguez, Charlie McCoy, David Ball, Sweethearts Of The Rodeo, Becky Hobbs, Steve Wariner, Chad Brock, Victoria Shaw, Brady Seals, Jamie Hartford, Heather Myles, Danni Leigh, Billy Joe Shaver, Carlene Carter, Kathy Mattea, George Hamilton V, Gail Davies, Rosanne Cash. Pełna lista znajduje się w informacji na temat MFPC&F.
Organizowane i współorganizowane przez SMLC/SMC Pikniki Country poprzedzane były Przepustką do Mrągowa – konkursami odbywającymi się w Polanicy Zdroju a następnie w Mrągowie, wyłaniającymi debiutantów otrzymujących prawo do występu na głównej scenie mrągowskiego amfiteatru.

## Imprezy inne, wykonawcy polscy
Wśród wielu imprez aranżowanych przez zarząd główny oraz przez koła terenowe SMLC/SMC, były: Beskidzki Piknik „Wiślaczek Country”, Country pod Barbakanem w Krakowie, Country na Szczęśliwicach, Country w Stodole, Country u Medyków, Country na Głównym w Warszawie, Fordoński Country Piknik w Bydgoszczy, Countrowe w samo południe w stadninie koni w Zbrosławicach, koncerty w Katowicach, Opolu, Lesku, Gliwicach, Nowej Soli. Ukoronowaniem pracy polskich artystów country były Polskie Gale Country, podczas których zwycięzcom corocznego plebiscytu tygodnika "Dyliżans" w różnych kategoriach były wręczane nagrody – Dyliżanse.
We wszystkich tych koncertach i festiwalach, występowali polscy wykonawcy muzyki country, poczynając od pierwszej dziesiątki laureatów Country Star ’83 – plebiscytu na najpopularniejszego wykonawcę country w Polsce w 1983: Tomasz Szwed, Country Road, Michał „Lonstar” Łuszczyński, Marek Śnieć, Gang Marcela, Jacek Skubikowski, Grażyna Świtała, Country Family, Urszula Sipińska, Babsztyl, oraz: T-Band, Texel, Vulgaris Country Singers, Grube Dudy, Mr. Olek Country Band, Country Five, Coach, Harvest Time, Whiskey River, Magda Anioł, Fair Play, Alicja Boncol & Koalicja, Konwój, Zayazd, Little Maggie, Colorado & Janusz Nastarowicz, Cezary Makiewicz & Koltersi, Party Tour, Manson Band, Katarzyna Bochenek & Black Horse, Texway, Hagoka Band, Andrzej Trojak z Grupą Furmana, Honky Tonk Brothers, The Medley, Alizma – Siostry Okapiec, Johnny Walker, Last Train, Droga na Ostrołękę, Alabama, Fayerwerk, Mariusz Kalaga, Paweł Bączkowski, Vermond City, Hello, instrumentaliści: Janusz Tytman, Leszek Laskowski, Rafał Oryńczak, Grzegorz Kropka, grupy taneczne Rodeo, Strefa Country, Scena Country, Tabun, Dallas. Pełną listę zawiera informacja dotycząca MFPC&F.

## Popularyzacja muzyki country
Zadanie propagowania muzyki country, poza spotkaniami klubowymi członków Stowarzyszenia, spełniały początkowo wydawane wielostronicowe "Informatory SMLC", później ulotki informacyjne, oraz publikowane przez Janusza W. Podoskiego, Zygmunta „Tequilę” Chojnackiego i Marka Kasza z zespołem redakcyjnym, mrągowskie wydawnictwa piknikowe: "Mrongoville Gazette", "Country Express" i "Country Osobowy" oraz "Nowy Country Osobowy" Chojnackiego. Działał z nimi Maciej „Woźnica” Świątek, który we współpracy z SMCL, podjął się upowszechniania wiedzy countrowej w redagowanym i wydawanym przez siebie fanzinie – tygodniku "Dyliżans", a także wraz z Jerzym Głuszykiem – w Radio "Praga Plus". Natomiast twórcą pierwszej polskiej countrowej strony w Internecie Polcountry był Mieczysław „Prokurator” Witkowski.
W związku ze zmniejszającym się zainteresowaniem publicznych stacji radiowych nadawaniem muzyką country, przedstawiciele SMC Korneliusz Pacuda, Ewa Dąbrowska-Szulc i Ryszard „Medman” Kijak w imieniu słuchaczy osobiście w maju 2001 złożyli na ręce Rzecznika Praw Obywatelskich prof. Zolla skargę na publicznych nadawców radiowych o łamanie ustawy o radiofonii i telewizji. Uprzednio, zostały wystosowane pisma w tej sprawie do przewodniczącego Krajowej Rady Radiofonii i Telewizji Juliusza Brauna, do prezesa zarządu, do rady nadzorczej, rady programowej i do dyrektorów poszczególnych programów Polskiego Radia S.A. Z apelem o większe otwarcie na muzykę country, SMC wysłało pisma do prezesa zarządu TVP S.A. Jana Dworaka i do zespołu projektującego program TVP Kultura w czerwcu 2004. Akcja wysyłania listów do decydentów radia publicznego z domaganiem się poświęcenia muzyce country więcej czasu antenowego, została przeprowadzona jeszcze raz niemal dekadę później, w 2010.Z biegiem lat, aktywność SMC zaczęła ulegać stopniowej redukcji, a jego rolę przejęły inne organizacje propagujące muzykę country. 